# 波旁济贫院

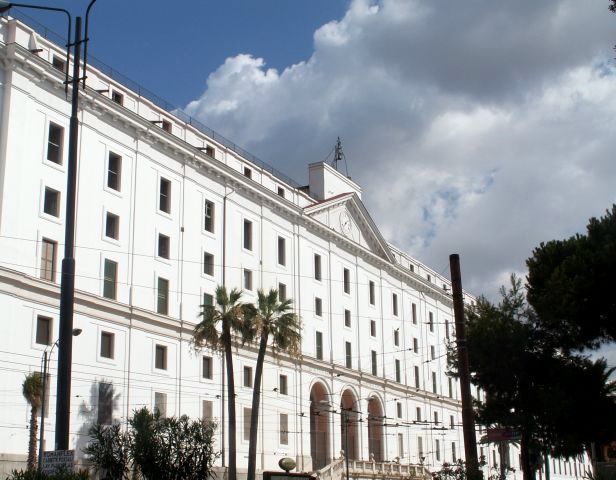
波旁济贫院

波旁济贫院（Albergo Reale dei Poveri）位于意大利那不勒斯，曾是一座公立救济院。它是由建筑师费迪南多·福加设计，始建于1751年。
波旁济贫院高5层，长约354米。国王卡洛斯三世打算在此容纳穷人和病人，并提供的自给自足的社区，让他们在此生活，学习和工作。规模巨大的建筑可同时容纳5000人，男女分别在两翼 。原始设计有五个庭院和中心的教堂，通过中央拱门进入，但后来只建造了三个最里面的庭院。
波旁济贫院作为那不勒斯历史中心的一部分，被联合国教科文组织列入世界遗产名录。